# PSPad
PSPad — бесплатный текстовый редактор и редактор исходных текстов программ для операционной системы Windows.

## Возможности
- Работа с проектами
- Работа над несколькими документами одновременно (TDI)
- Сохранение экранной сессии. При следующем входе PSPad автоматически откроет все открытые на момент закрытия файлы
- FTP-клиент — вы можете редактировать файлы прямо с веб-сервера
- Поддержка макросов: можно записывать, сохранять и загружать макросы
- Поиск и замена слов во всех открытых в редакторе документах
- Поиск и замена в файлах (по шаблону)
- Сравнение текстов с разноцветной подсветкой различий
- Шаблоны (HTML-теги, скрипты, шаблоны кода, …)
- Инсталляция содержит шаблоны для HTML, PHP, Pascal, JScript, VBScript, MySQL, MS-DOS, Perl, …
- Подсветка синтаксиса применяется автоматически согласно типу файла
- Определяемые пользователем стили подсветки для экзотических синтаксисов
- Автокоррекция
- Интеллектуальный встроенный HTML-предпросмотр c использованием Internet Explorer и Mozilla Firefox
- Полноценный hex-редактор
- Вызов внешних программ, отдельно для каждой среды разработки
- Внешний компилятор с перехватом вывода, окном лога и парсер логов для каждой среды создают эффект «IDE»
- Цветная подсветка синтаксиса для печати и допечатный предпросмотр
- Интегрирована TiDy-библиотека для форматирования и проверки HTML-кода, конверсии в CSS, XML, XHTML
- Встроенная свободная версия CSS-редактора TopStyle Lite
- Экспорт кода с подсветкой в форматах RTF, HTML, TeX в файл или буфер обмена
- Вертикальное выделение, закладки, метки, нумерация строк, …
- Переформатирование и сжатие HTML-кода, изменения регистра слов, тегов, букв
- Сортировка строк с возможностью сортировать по заданному столбцу, с параметром удаления дубликатов
- Таблица ASCII-символов с приведением соответствия HTML-мнемоник
- Навигатор кода для Pascal, INI, HTML, XML, PHP и многих других в будущем
- Проверка правописания
- Встроенный веб-браузер Internet Explorer с возможностью предварительного просмотра веб-страницы
- Подсветка парных скобок

### Подсветка синтаксиса
Базовый набор
| - C/C++ - COBOL - MS-DOS Batch - CSS - Fortran - FoxPro - HTML | - HTML Multihighlighter - XHTML - INI - Inno Setup Script - Java - JavaScript - KiXtart | - Object Pascal - Perl - PHP - Python - RSS - SQL - Tcl/Tk | - TeX - UNIX Shell script - VBScript - Visual Basic - XML - x86 Assembly |

В расширенный набор входят более 100 фильтров для подсветки синтаксиса, в том числе для Ruby и Smarty.
Поддерживает подсветку SQL диалектов
| - Standart - Interbase | - MySQL - Ingres | - Oracle - Sybase | - MS SQL Server 7 - MS SQL Server 2000 |